# 미스터 타이푼
미스터 타이푼(본명: 양태웅, 1978년 9월 5일 ~ )은 대한민국의 힙합 래퍼다. Tyfoon이란 이름으로 1999년 처음 활동을 시작, 2007년 1집을 발표하고 공식 데뷔하였다. 현재 은지원, 길미와 함께 클로버 소속이다. 소속사는 GYM 엔터테인먼트다.

## 바이오그래피

### 초창기
미스터 타이푼은 1978년 서울에서 태어났다. 그의 아버지는 한양대학교 의대 출신 의학 박사인 의사 양원찬이다. 1997년 상문고등학교를 졸업한 그는 2년 후 댄스 그룹 F.O.X.의 타이틀곡 작편곡 및 유승준 3집 랩 피쳐링으로 처음 음악씬에 발을 들여놓게 되었다. 이를 시작으로 Tyfoon이란 이름을 쓰며 언더그라운드에서 활동을 시작한 그는 《2000 대한민국》, Street HipHop Vol.1 등 다양한 힙합 앨범에 참여하였다. 특히, DJ DOC 5집 수록곡 중 〈사랑을 아직도 난〉, 〈알쏭달쏭〉에 참여, DJ DOC의 전국 투어 콘서트에 함께 하였다. 2002년에는 Ja Kim와 함께 Grumble Fellas라는 2인조 팀을 결성, Do Not Care라는 곡으로 짧게 활동한 바 있다.

### 은지원과의 만남과 데뷔
2002년 Hiphop Kharisma 앨범에 Grumble Fellas의 멤버로 참여한 것을 마지막으로 그는 겉으로 드러나는 활동을 거의 멈추었다. 그가 다시 나타난 것은 2005년 은지원 4집에서로, 여기서 그는 Sluse와 〈Love론〉에 각각 랩 피쳐링과 작사, 작곡을 해주고, 이와 함께 은지원과 가요무대에 올랐다. 은지원과의 인연은 2003년 바비 킴을 통해 시작된 것이었는데, 그와 잘 맞고 편안함을 확인한 Mr. Tyfoon은 은지원 4집을 시작으로 그와 수많은 공동 작업을 하기 시작했다. 한편, 2004년부터 그는 라틴 음악에 빠지면서, 라틴 음악과 힙합을 접목하는 방법을 탐구하게 된다.
이후로 2005년 전혜빈 2집, 2006년 크리스토퍼 1집 등에 참여하면서 계속 가요계와 관계를 맺어온 그는, 2007년 Jiggy Fellaz 컴필레이션에 Los Payasos라는 5인조 (Mr.Tyfoon, Ja Kim, (故)Big MACK, OJ, Locomotive) 그룹의 멤버로 참여, 처음 자신이 추구하는 라틴 힙합 색깔을 드러냈다. 이러한 노력이 모여 2007년, 오랫동안 준비해왔던 그의 1집이 빛을 보게 되었다. 이와 함께 그는, 당시 활동하던 댄스 그룹 타이푼과 이름이 겹치는 것을 피하기 위해 그때까지 써왔던 예명을 Mr. Tyfoon으로 바꾸었다. 반응은 미미하였으나, 수록 스킷인 〈한글리쉬〉가 타이틀곡 〈카니발〉의 뮤직비디오 앞 부분에 영상으로 취입되면서 사람들 사이에서 큰 인기를 이끌어내, 같은 포맷으로 웃찾사 코너 《지누, 주노》가 만들어져 여기에 Mr. Tyfoon이 게스트로 출연하고, 피자 CF까지 촬영하는 등 그의 존재를 어느 정도 사람들에게 각인시키는데 성공하였다. 이 스킷은 2008년 "후속편"인 〈한글리쉬 2〉가 만들어졌다. 또 그해 12월에는 KBS JOY의 토크쇼 조선남녀 상렬야사의 고정 패널로 출연하였다.
2008년 9월 Mr. Tyfoon은 은지원이 피쳐링한 새로운 디지털 싱글을 발표하였으며, 이에 앞서 은지원의 Adios에 작곡, 작사 및 랩 피쳐링으로 한동안 무대에 올랐다. 그의 은지원과의 콜라보는 이후 발표된 곡 〈싸이렌〉에서도 마찬가지였다.

### 클로버 결성
이후 2010년 11월 GYM 엔터테인먼트의 CEO로 임명 받은 은지원은 같은 회사 소속인 미스터 타이푼과 길미의 활동을 계속해서 전폭적으로 지원해주었다. 그리고 2011년 3월, 이 둘과 함께 그룹 클로버를 결성, 앨범을 발표하였다. 이는 은지원이 10년 만에 결성하는 그룹이라고 하여 화제가 되었다. 이들의 첫 싱글이었던 La Vida Loca는 Mr. Tyfoon이 늘 해왔던 라틴 스타일의 힙합곡이었으며, 음원 차트에서 1위를 하고 미국 케이팝 사이트에 소개되는 등 호평을 받았다. 은지원은 현재로써는 솔로 앨범을 발매할 계획이 없고 클로버 활동에 전념을 하겠다고 밝혀 클로버가 일시적인 그룹이 아님을 암시하였다.
현재 Mr. Tyfoon은 다음 클로버 앨범을 작업 중이다.
대표곡: What's Real, 〈카니발〉, 〈불타는 태양〉

## 디스코그래피
- 2007년 8월 6일 Mi Vida Payaso 정규 앨범
- 2008년 9월 2일 《불타는 태양》 디지털 싱글

## 이슈

### 이효리와의 열애 논란
2008년 12월부터 토크쇼 조선남녀 상렬지사에 고정 패널로 출연한 미스터 타이푼은, 이 방송 1화에서 LJ와의 대화 중 과거 이효리와 열애한 듯한 뉘앙스를 풍겼다. LJ가 방송 중 미스터 타이푼이 이효리와 연인 관계였다고 '폭로'하자, 미스터 타이푼은 과거 기획사 연습생 시절 때 친한 오빠 동생 사이였을 뿐이라고 하였지만, 얼굴을 붉히며 더 이상 반박을 못해 사실상 LJ가 맞다는 것이었다. 또 이후, 이런 일이 상대적으로 이슈가 되지 않아 미스터 타이푼이 아쉬워하고 있다는 말까지 기사화되었다.
하지만 사실상 미스터 타이푼은 방송 상에서 열애를 인정한 적이 없었으며, 이효리 역시 이 이야기를 듣고 무척 당혹스러워하고 있다며 이효리의 소속사 측 관계사에 공식 입장을 밝혔다. 이와 함께 미스터 타이푼은 네티즌의 뭇매를 맞아, 홍보에 이효리를 이용하냐는 비난을 받아야했다. 이효리의 소속사 측이 입장을 발표한 후 얼마 안 되어 Mr. Tyfoon의 소속사 측도 "미스터 타이푼이 본인 입으로 사귀었다고 발언 한 적도 없고, 두 사람은 과거 DSP엔터테인먼트에서 연습생이던 시절 알고 지내던 사이일 뿐"이라며 열애설을 일축했다.